# Great Eastern Railway

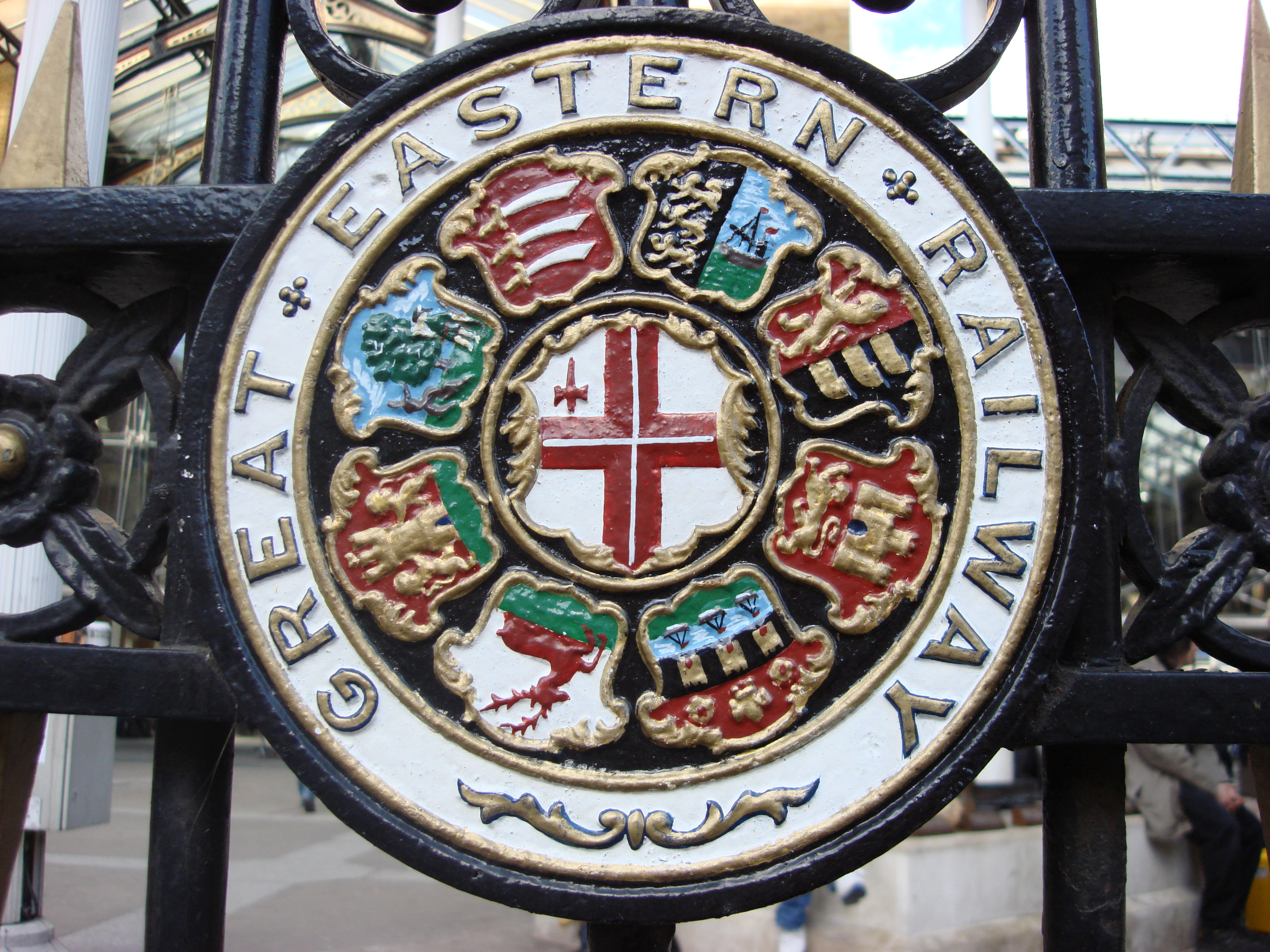
Wappen der Gesellschaft

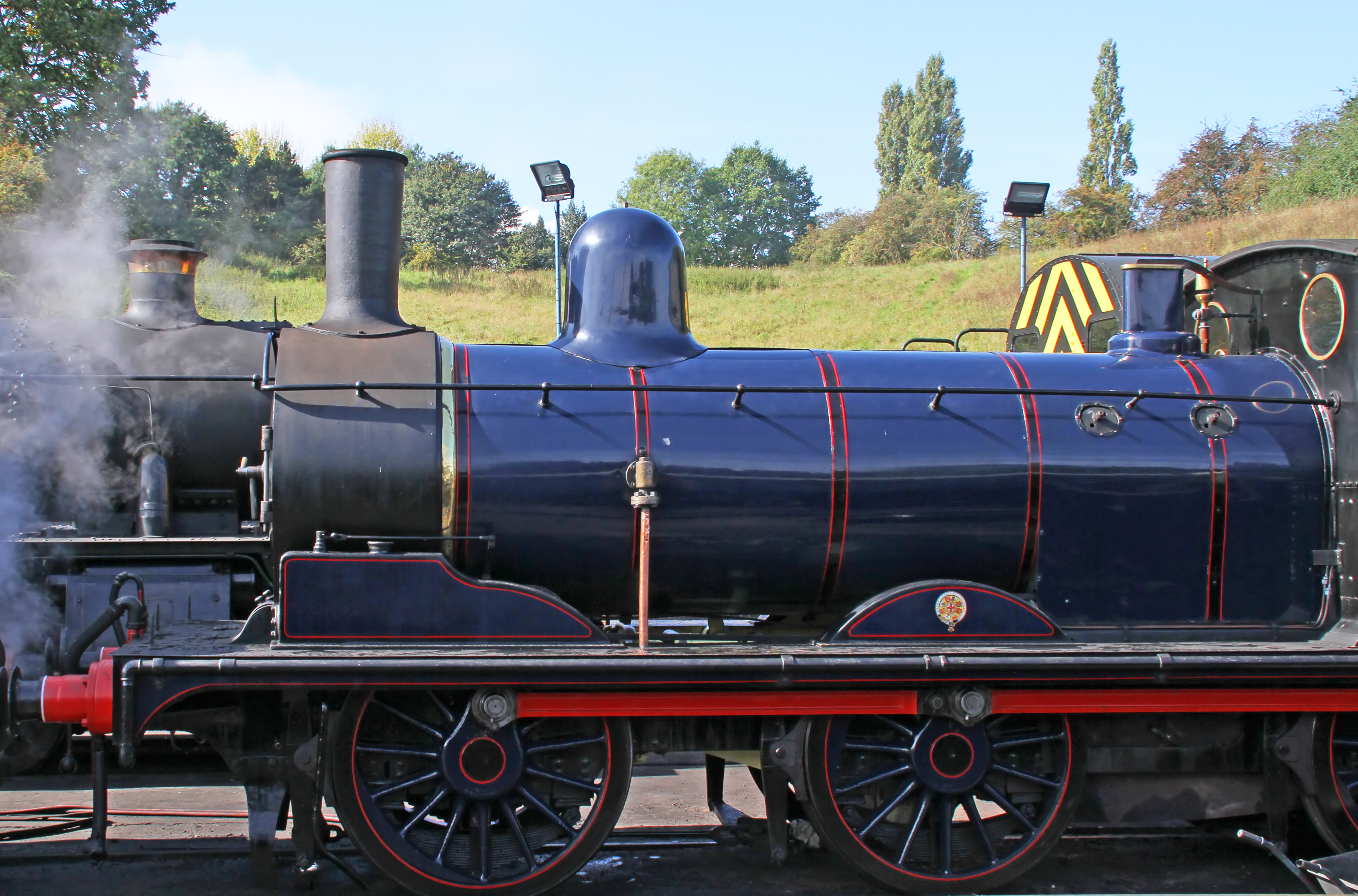
Erhaltene Lokomotive im bekannten königsblau

Die Great Eastern Railway (GER) war eine britische Eisenbahngesellschaft, die von 1862 bis 1922 existierte. 

## Geschichte
Die Hauptstrecke der Gesellschaft, die Great Eastern Main Line, verband London mit Norwich. Die GER besaß weitere Strecken in ganz East Anglia. Die Länge des GER-Streckennetzes betrug 1917 km und die Gesellschaft hatte lange Zeit ein fast vollständiges Monopol in East Anglia, bis zur Gründung der Midland and Great Northern Joint Railway im Jahr 1893.
Gegründet wurde die GER als Zusammenschluss der Eastern Counties Railway mit zahlreichen kleineren Gesellschaften, darunter Norfolk Railway, Eastern Union Railway, Newmarket Railway, Harwich Railway, East Anglian Light Railway und East Suffolk Railway. Im Jahr 1902 stieß auch die Northern and Eastern Railway zur GER. 
Zu den wichtigsten Städten, die vom Londoner Endbahnhof Liverpool Street aus erschlossen wurden, gehörten Southend-on-Sea, Chelmsford, Colchester, Ipswich, Lowestoft, Great Yarmouth, Norwich, Cambridge und King’s Lynn. Darüber hinaus verkehrten die Züge zu Seebädern wie Hunstanton und Cromer. Die GER betrieb auch den Vorortsverkehr im Nordosten Londons, mit Strecken nach Enfield, Chingford, Loughton und Ilford. Die Hauptwerkstätten der Gesellschaft befanden sich in Stratford, auf dem Gelände des heutigen Bahnhofs Stratford International.
Die GER besaß und betrieb außerdem eine Anzahl von Fähren, die zwischen England und dem Kontinent fuhren. Insgesamt waren dies im Laufe des Bestehens der Gesellschaft 42 Schiffe. Noch 1923 wurde eine Tochtergesellschaft gegründet, die Great Eastern Train Ferries Ltd., die 1924 mit drei vom War Office ausgemusterten Eisenbahnfähren – Train Ferry No. 1, Train Ferry No. 2 und Ferry No. 3 – eine Eisenbahnfährverbindung für Frachtverkehr zwischen Harwich und Zeebrügge in Betrieb nahm. Diese Gesellschaft ging 1932 in Liquidation, und ihre Schiffe kamen an die LNER.
Mit dem Inkrafttreten des Railways Act 1921 am 1. Januar 1923 wurde die GER mit sechs weiteren Gesellschaften zur London and North Eastern Railway (LNER) zusammengefasst.

## Lokomotiven und Wagen

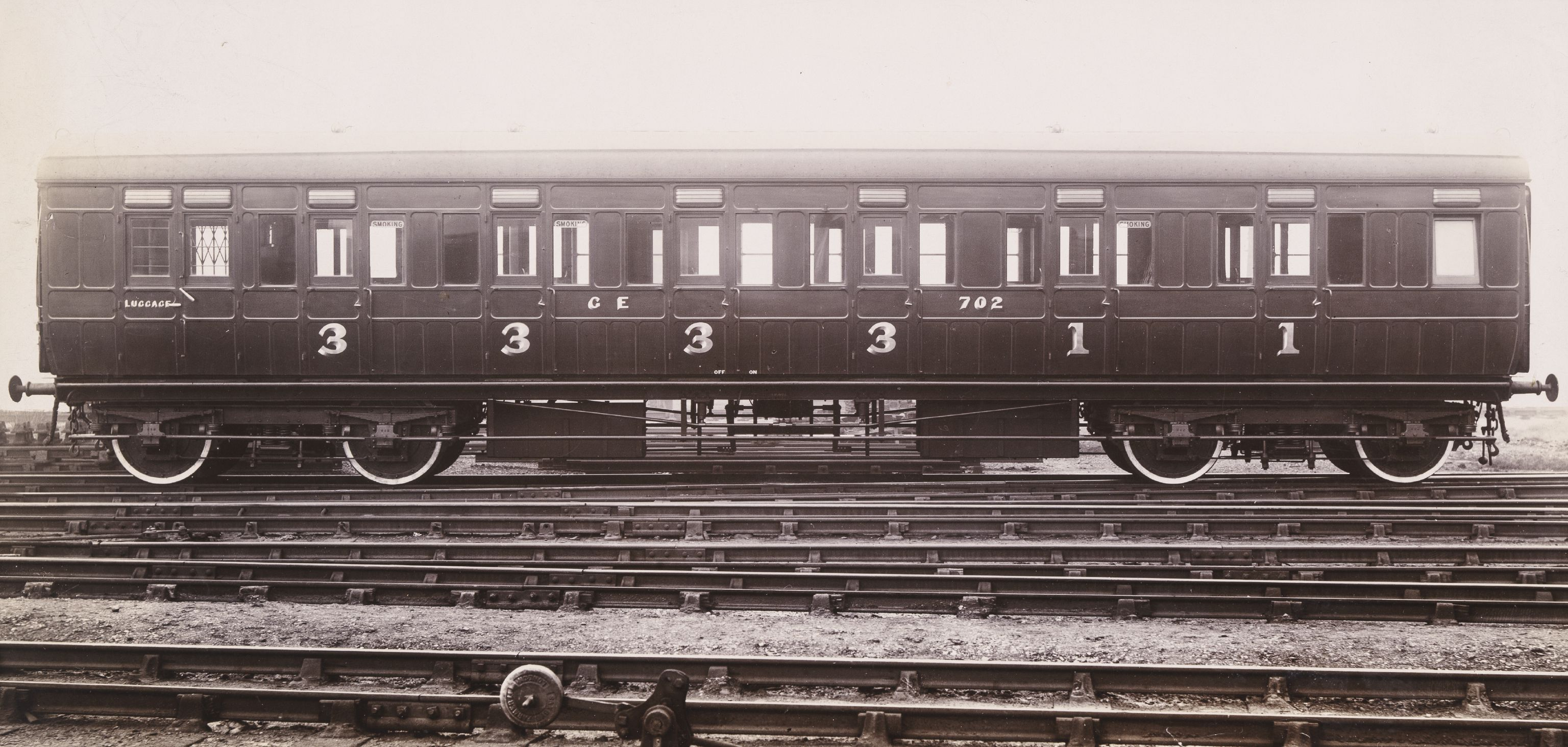
Abteilwagen des Standard Typs der ab 1906 zum Einsatz kam

Die Dampflokomotiven der GER waren anfangs ockerfarben lackiert. Später waren sie erbsengrün mit schwarzen und roten Zierlinien. Ab 1882 wurden die Maschinen erstmals in Königsblau gestrichen und bekamen rote Zierlinien. Diese blaue Lackierung sollte in den Folgejahren zum Markenzeichen der GER werden. Güterzuglokomotiven wurden ab 1890 schwarz lackiert. Ab 1915 bekamen dann alle Lokomotiven einen Anstrich in französisch grau.
Im Juni 1888 war die Gesellschaft im Besitz von 733 Dampflokomotiven, 3141 Personen- und 14 731 Güterwagen. Bis 1905 stieg der Bestand auf 1085 Dampflokomotiven und 32 207 Personen- und Güterwagen an.

## Busdienst und Herstellung von Omnibussen
Die GER bot wie mehrere große britische Eisenbahngesellschaften ab 1904 zusätzlich ergänzende Omnibuslinien an. Einerseits Verbindungen von den Bahnhöfen zu kleineren Städten, andererseits Verbindungen zu Ausflugsorten. Im Gegensatz zu den anderen Gesellschaften, die ihre Busse bei bereits bestehenden Automobilherstellern kauften, baute die GER zu Beginn ihre Busse alle komplett selber in den bahneigenen Werkstätten in Stratford. Hier entstanden 1905 zwölf Busse, von denen die letzten 1914 außer Dienst gestellt wurden.